# Neznašovy
Neznašovy jsou vesnice, část obce Vrhaveč v okrese Klatovy v Plzeňském kraji. Nachází se asi 1,5 kilometru jižně od Vrhavce. Prochází tudy železniční trať Horažďovice–Domažlice. Je zde evidováno 95 adres. V roce 2011 zde trvale žilo 180 obyvatel.
Neznašovy je také název katastrálního území o rozloze 2,59 km².

## Historie
První písemná zmínka o vesnici pochází z roku 1379.

## Obyvatelstvo
| Rok            | 1869 | 1880 | 1890 | 1900 | 1910 | 1921 | 1930 | 1950 | 1961 | 1970 | 1980 | 1991 | 2001 | 2011 | 2021 |
| -------------- | ---- | ---- | ---- | ---- | ---- | ---- | ---- | ---- | ---- | ---- | ---- | ---- | ---- | ---- | ---- |
| Počet obyvatel | 266  | 239  | 175  | 193  | 210  | 223  | 224  | 211  | 214  | 201  | 191  | 165  | 163  | 180  | 171  |
| Počet domů     | 29   | 29   | 29   | 30   | 27   | 28   | 36   | 54   | 51   | 51   | 55   | 62   | 63   | 68   | 70   |

## Obecní správa
Při sčítání lidu v letech 1850–1899 Neznašovy byly osadou obce Radinovy v okrese Klatovy. V letech 1900–1963 byly samostatnou obcí v okrese Klatovy. Od roku 1964 jsou částí obce Vrhaveč v okrese Klatovy.

## Pamětihodnosti
Asi kilometr severozápadně od vesnice se nachází samota Černé Krávy. Její součástí je dochovaná budova tvze Kouskova Lhota připomínané poprvé roku 1544. U ní stávala ves Lhotka, která postupně zanikla, a stát zůstal jen hospodářský dvůr. V roce 1686 přestala tvrz sloužit jako panské sídlo a začala chátrat. Dochovaly se z ní drobné zbytky opevnění a věž upravená v osmnáctém století na sýpku.

## Galerie

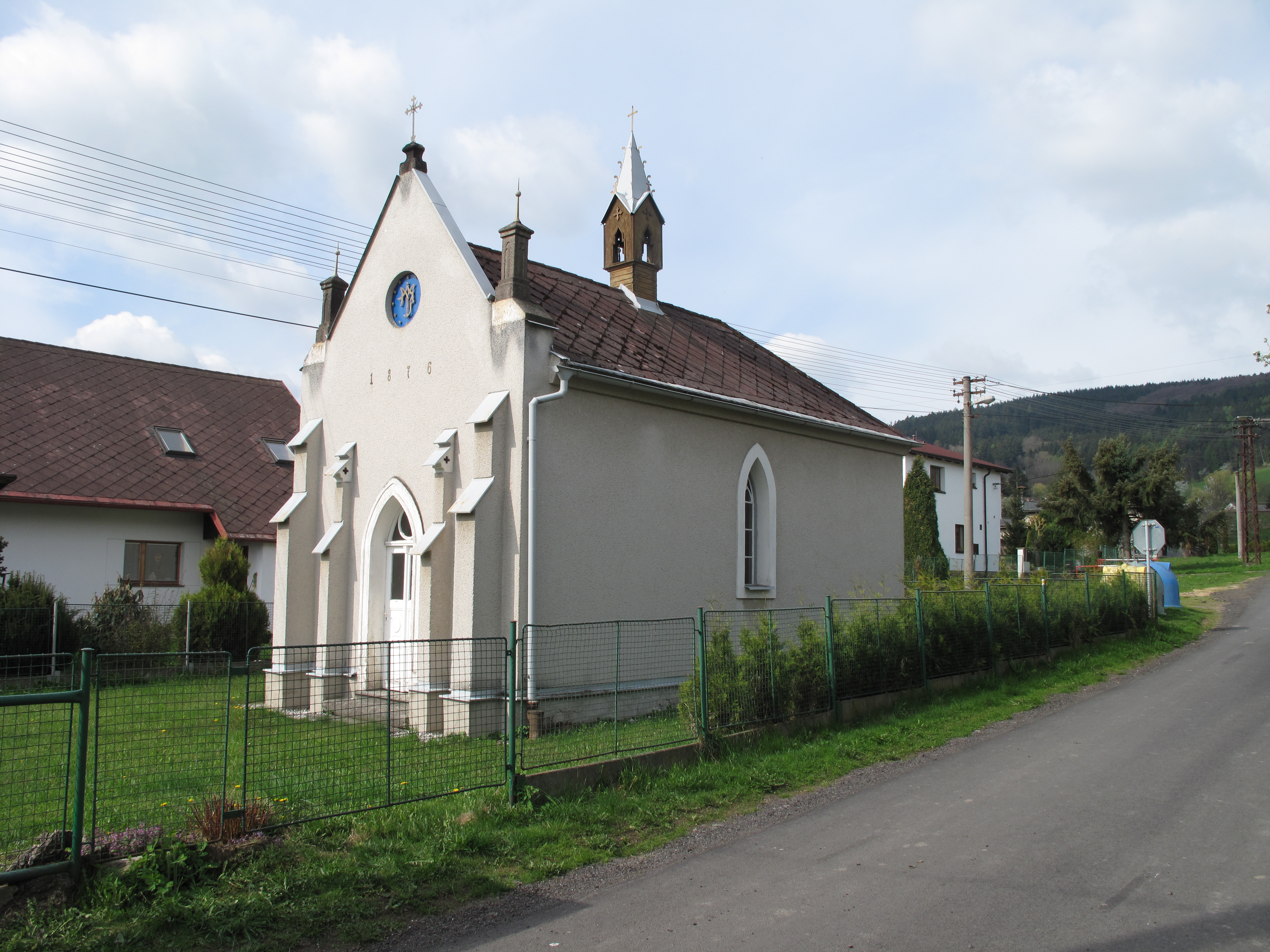
Kaple
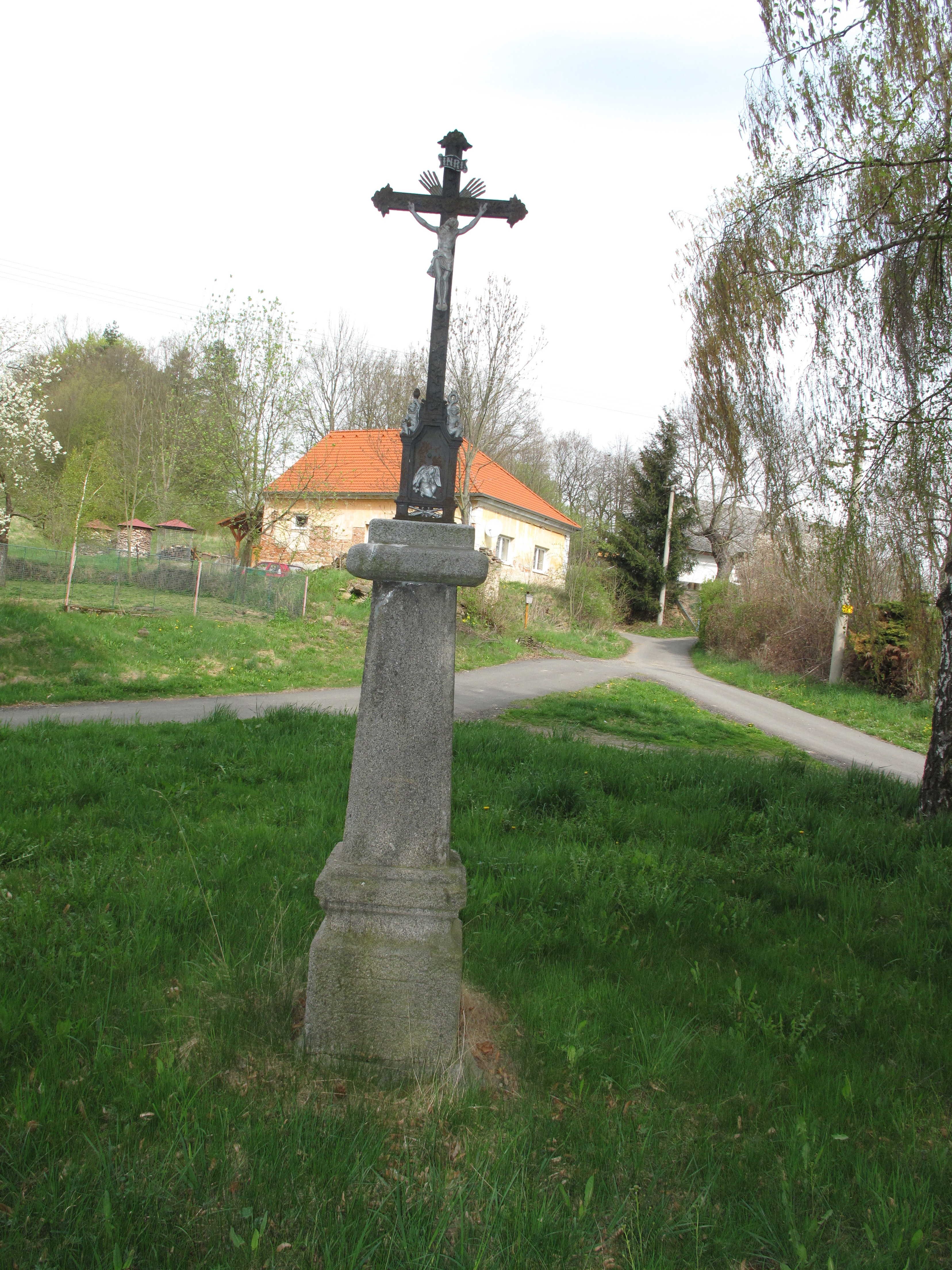
Boží muka
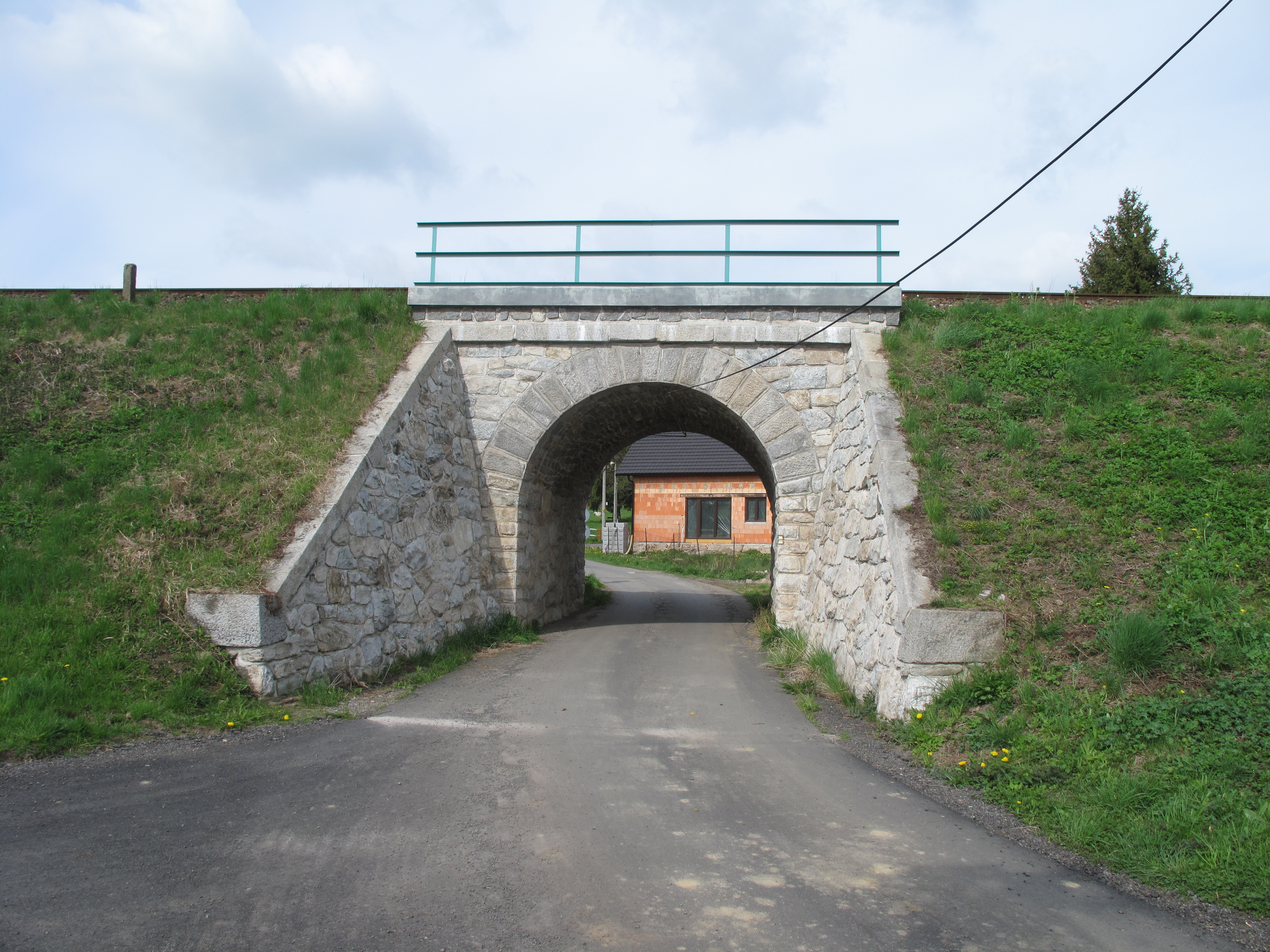
Podjezd pod tratí